# Kipferl
Il kipferl (in tedesco) o kifli (in ungherese) è una specialità alimentare austro-ungarica dolce o salata a forma di mezzaluna crescente.
La sua composizione è a base di farina, burro, uova, acqua e zucchero, con l'aggiunta di tuorlo d'uovo spalmato sulla superficie per ottenere una colorazione più dorata. Possono essere considerati "figli" del kipferl il cornetto italiano, più elaborato, e il più recente croissant francese.

## Origine
La storia narra che questi dolci vennero ideati dai panettieri per celebrare la fine dell'invasione turca del 1683, da qui la forma di mezzaluna (in tedesco kipferl, gipfel(e) o hörnchen). La specialità si diffuse in Italia e più specificatamente in Veneto subito dopo il 1683, grazie agli intensi rapporti commerciali tra l'allora Serenissima Repubblica di Venezia e Vienna. La sua ricetta venne modificata dai pasticceri di Versailles, che lo arricchirono di burro e lo battezzarono croissant.
Nel 1797, con il trattato di Campoformio e successivamente con l'istituzione del Regno Lombardo-Veneto, il kipferl o cornetto, insieme ai krapfen e al gulasch, accrebbe ulteriormente la propria popolarità. L'arte di prepararli divenne patrimonio dei maestri fornai veneti.